# Silvestrovské derby
Silvestrovské derby je sportovní akce, která každý rok zakončuje sportovní dění v České republice, a to už od roku 1986, kdy se konal první ročník. Rok uzavírá souboj dvou tradičních a nejslavnějších českých klubů, tedy derby pražských „S“ – SK Slavia Praha a AC Sparta Praha.
Slavia a Sparta proti sobě, každý rok na Silvestra, hrají dva zápasy. V duelu internacionálů mohou nastoupit hráči nad 35 let a v derby veteránů nad 45 let, kteří v minulosti oblékali dres jednoho z odvěkých rivalů.
| SK Slavia Praha |  | AC Sparta Praha |

## Pravidla derby
- Rozměry hřiště: 70×40 metrů
- Rozměry branky: 2,44×7,32 metrů
- Hrací doba: 2×25 minut internacionálové, 2×20 minut veteráni
- Počet hráčů: 16 hráčů v každém mužstvu; na hřišti 7+1
- Rohové kopy: Nekopou se, ale za 3 rohy je nařízený pokutový kop.
- Brankář: Rukama může chytat jen ve vymezeném území 5×9 metrů a míč může vyhazovat jen na vlastní polovinu hřiště.
- Historická bilance derby internacionálů: 21 utkání vyhrála Slavia, 10 x zvítězila Sparta, 5 utkání skončilo nerozhodně

## Derby internacionálů

### Statistiky[1]
Aktualizováno k 31. prosinci 2024

#### Celková bilance
| Klub | Zápasy | Vítězství | Remízy | Góly |
| ---- | ------ | --------- | ------ | ---- |
| ACS  | 38     | 11        | 5      | 163  |
| SKS  | 38     | 22        | 5      | 207  |

#### Nejvíce vstřelených gólů
| Góly | Jméno a příjmení                                                                                       |
| ---- | --- |
| 21   | Petr Herda                                                                                             |
| 14   | Pavel Řehák                                                                                            |
| 12   | Miroslav Příložný, Pavel Kuka                                                                          |
| 10   | Dušan Herda, David Lafata                                                                              |
| 9    | Jan Berger, Karel Jarolím                                                                              |
| 8    | Petr Čermák                                                                                            |
| 7    | Jaromír Jindráček, Luděk Stracený, Marek Matějovský                                                    |
| 6    | Jiří Kabyl, Horst Siegl, Zdeněk Svoboda                                                                |
| 5    | Pavel Stratil, Josef Vejvoda, Jiří Jeslínek, Július Bielik, Michal Váňa, Roman Janoušek, Rudolf Skácel |

#### Nejvíce startů
| Zápasy | Jméno a Příjmení                                                                                             |
| ------ | --- |
| 22     | Jiří Jeslínek                                                                                                |
| 16     | Petr Herda                                                                                                   |
| 15     | Dušan Herda, Petr Vrabec                                                                                     |
| 14     | František Chovanec, František Zlámal, Josef Pešice, Miroslav Příložný, Milan Sova, Pavel Řehák, Jiří Novotný |
| 13     | Miroslav Beránek, Ivan Čabala, Karel Jarolím, Miroslav Janů                                                  |
| 12     | Jaroslav Bartoň, Petr Čermák, Jan Berger, Michal Horňák, Ivo Ulich, Martin Hynský                            |

### Jednotlivé ročníky

#### 1986
| 31. prosinec 1986                  |       |                                  |                                                                  |
| SK Slavia Praha                    | 5 – 5 | AC Sparta Praha                  | TJ Čechie Karlín, Praha diváci: 400 rozhodčí: Miroslav Kovařovič |
| D. Herda Grospič Segmüller Svoboda |       | Caudr Vojta Vejvoda Stratil Kára | TJ Čechie Karlín, Praha diváci: 400 rozhodčí: Miroslav Kovařovič |

Soupisky:
- SK Slavia: Bibeň – Grospič, Jeslínek, Mareš, P.Herda, D.Herda, Segmüller, Sigmund, Svoboda, Kurucz
- AC Sparta: Dyk – Caudr, Migas, Vojta, F.Chovanec, Gögh, Urban, Vejvoda, Kvašňák, Stratil, Kára, Bartoň, Chaloupka, Kokta, Troníček

#### 1987
| 31. prosinec 1987                                 |       |                            |                                                                   |
| SK Slavia Praha                                   | 6 – 6 | AC Sparta Praha            | TJ Čechie Karlín, Praha diváci: 1500 rozhodčí: Miroslav Kovařovič |
| Jeslínek Jebavý D.Herda P.Herda Segmüller Morávek |       | Vejvoda Kára Migas Kvašňák | TJ Čechie Karlín, Praha diváci: 1500 rozhodčí: Miroslav Kovařovič |

Soupisky:
- SK Slavia: Zlámal – Peclinovský, Jeslínek, Bibeň, Grospič, Jebavý, Mareš, Hildebrandt, Nedvídek, Pešice, Dyba, D.Herda, P.Herda, Segmüller, Sigmund, Morávek, Hotový
- AC Sparta: Dyk – Vojta, Migas, F.Chovanec, J.Pospíšil, Gögh, Dobiaš, Kvašňák, Vejvoda, Slaný, Kára, Stratil, Bartoň, Chaloupka

- Poznámka: Za Slavii nastoupil Pavel Dyba, který v ní nikdy nepůsobil. V týmu Sparty však bylo plno a tak hrál Dyba za "sešívané". Za Spartu pak nastoupil Karol Dobiaš, který nastupoval za Trnavu a Bohemians.

#### 1988
| 31. prosinec 1988                      |       |                                                            |                                                                   |
| SK Slavia Praha                        | 7 – 9 | AC Sparta Praha                                            | TJ Čechie Karlín, Praha diváci: 2000 rozhodčí: Miroslav Kovařovič |
| P.Herda Mareš Jeslínek Grospič D.Herda |       | Vejvoda I.Hašek Caudr F.Chovanec J.Chovanec Jurkanin Raška | TJ Čechie Karlín, Praha diváci: 2000 rozhodčí: Miroslav Kovařovič |

Soupisky:
- SK Slavia: M.Veselý – Zlámal, Mareš, Jeslínek, Grospič, Patlejch, Pešice, Jebavý, Segmüller, P.Herda, D.Herda, Sigmund, Vandas, Svoboda, Vízek
- AC Sparta: Dyk – Vojta, Migas, Caudr, F.Chovanec, J.Chovanec, Dobiaš, Kvašňák, Slaný, Vejvoda, I.Hašek, Jurkanin, Raška, Stratil, Bartoň

- Poznámka: Za Slavii nastoupil Ladislav Vízek, který svou kariéru spojil především s pražskou Duklou. Za Spartu po roce znovu nastoupil Karol Dobiaš.

#### 1989
| 31. prosinec 1989                                           |        |                                             |                                                                   |
| SK Slavia Praha                                             | 10 – 6 | AC Sparta Praha                             | TJ Čechie Karlín, Praha diváci: 2500 rozhodčí: Miroslav Kovařovič |
| Frýda D.Herda P.Herda Jeslínek Grospič Vandas Vízek Sigmund |        | Bielik Dobiaš I.Hašek Nehoda Bartoň Stratil | TJ Čechie Karlín, Praha diváci: 2500 rozhodčí: Miroslav Kovařovič |

Soupisky:
- SK Slavia: Musil – Jeslínek, Peclinovský, Mareš, Grospič, Vandas, Panenka, Frýda, P.Herda, D.Herda, Pešice, Vízek, Sigmund, K.Jarolím, Segmüller, Morávek, Pavlíček
- AC Sparta: Dyk, Píša- Bielik, Čabala, Migas, Tichý, Dobiaš, J.Jarolím, Vokáč, F.Chovanec, M.Bílek, I.Hašek, Kvašňák, Skuhravý, Jarabinský, Nehoda, Bartoň, Stratil, Slaný

- Poznámka: Za Slavii po roce opět nastoupil Ladislav Vízek, zároveň silvestrovské derby za sešívané odehrál Antonín Panenka spojený především s Bohemians. Za Spartu po roce znovu nastoupil Karol Dobiaš, doplnil ho i Zdeněk Nehoda z Dukly.

#### 1990
| 31. prosinec 1990                               |       |                               |                                                           |
| SK Slavia Praha                                 | 8 – 6 | AC Sparta Praha               | TJ Čechie Karlín, Praha diváci: 3000 rozhodčí: Ivan Grégr |
| Frýda P.Herda Jeslínek Panenka F.Veselý Sigmund |       | J.Berger Stratil Migas Nehoda | TJ Čechie Karlín, Praha diváci: 3000 rozhodčí: Ivan Grégr |

Soupisky:
- SK Slavia: Musil – Zlámal, Pešice, Peclinovský, Jeslínek, K.Jarolím, Panenka, Frýda, F.Veselý, D.Herda, P.Herda, Sigmund, Vízek
- AC Sparta: Dyk – Vojta, Migas, Caudr, Tichý, Pospíšil, F.Chovanec, Kvašňák, Vokáč, Vejvoda, Samek, Jurkanin, J.Berger, Nehoda, Bartoň, Stratil

- Poznámka: Silvestrovské derby bylo poprvé vysíláno televizí. Čestný výkop provedli Josef Bican a Václav Jíra. Za Slavii opět nastoupili „neslávisté“ Panenka a Vízek, Spartu kromě „dukláka“ Nehody doplnil ze stejného oddílu Václav Samek.

#### 1991
| 31. prosinec 1991                   |       |                 |                                                           |
| SK Slavia Praha                     | 5 – 2 | AC Sparta Praha | TJ Čechie Karlín, Praha diváci: 2000 rozhodčí: Ivan Grégr |
| P.Herda Peclinovský Sigmund D.Herda |       | Caudr Stratil   | TJ Čechie Karlín, Praha diváci: 2000 rozhodčí: Ivan Grégr |

Soupisky:
- SK Slavia: Zlámal – Pavlíček, Hildebrandt, Jeslínek, Peclinovský, Grospič, Panenka, Svoboda, Sigmund, P.Herda, D.Herda, Frýda, F.Veselý, Segmüller, Vízek, Morávek, Knoflíček
- AC Sparta: Dyk – Migas, Vojta, Tichý, Straka, J.Berger, F.Chovanec, Caudr, Samek, Jurkanin, Nehoda, Stratil, Pospíšil, Vejvoda, Bartoň, Smištík, Kára

- Poznámka: Čestný výkop provedli Josef Bican a Jan Říha. Poprvé se jako doprovodný program trefovalo šampaňské zavěšené na břevně. Jako první jej trefil Dušan Herda. Za Slavii znovu nastoupili hosté Panenka a Vízek, za Spartu stejně tak další hosté Samek a Nehoda.

#### 1992
| 31. prosinec 1992                               |        |                                 |                                                           |
| SK Slavia Praha                                 | 12 – 5 | AC Sparta Praha                 | TJ Čechie Karlín, Praha diváci: 1200 rozhodčí: Ivan Grégr |
| Pešice K.Jarolím Čermák Zlámal Patlejch D.Herda |        | J.Berger Migas J.Novotný Bartoň | TJ Čechie Karlín, Praha diváci: 1200 rozhodčí: Ivan Grégr |

Soupisky:
- SK Slavia: Zlámal – Patlejch, Jeslínek, Grospič, K.Jarolím, Pavlíček, Čermák, Panenka, Sigmund, Pešice, D.Herda, P.Herda, F.Veselý, Morávek
- AC Sparta: Dyk – Migas, Tichý, F.Chovanec, Caudr, J.Novotný, Vokáč, Kvašňák, J.Berger, Vejvoda, Philipp, Kára, Bartoň, Stratil

- Poznámka: Tribunu Čechie postihl požár, přesto se derby na tomto hřišti znovu odehrálo. Za Slavii opakovaně nastoupil "klokan" Panenka, v dresu Sparty pak nastoupil funkcionář Philipp.

#### 1993
| 31. prosinec 1993               |       |                 |                                                           |
| SK Slavia Praha                 | 8 – 2 | AC Sparta Praha | TJ Čechie Karlín, Praha diváci: 1700 rozhodčí: Ivan Grégr |
| P.Herda Příložný Vízek F.Veselý |       | Smištík Bielik  | TJ Čechie Karlín, Praha diváci: 1700 rozhodčí: Ivan Grégr |

Soupisky:
- SK Slavia: Blažek ml., Blažek st. – Peclinovský, Jeslínek, Zlámal, Patlejch, Grospič, Beránek, Kubernát, Čermák, Pešice, P.Herda, Příložný, Panenka, Sigmund, Vízek, F.Veselý
- AC Sparta: Brabec, Michal – Migas, Vojta, Tichý, Smištík, F.Chovanec, Caudr, Vrabec, Bielik, Geleta, J.Berger, Vejvoda, Vdovjak, Bartoň, Kára

- Poznámka: V dresu Slavie opakovaně nastoupili hosté Vízek s Panenkou, za Spartu pak zápas odehráli Ján Geleta z Dukly a také Martin Michal z firmy Terex, později manžel zpěvačky Heleny Vondráčkové.

#### 1994
| 31. prosinec 1994       |       |                                 |                                                           |
| SK Slavia Praha         | 3 – 4 | AC Sparta Praha                 | TJ Čechie Karlín, Praha diváci: 3000 rozhodčí: Ivan Grégr |
| Beránek P.Herda Panenka |       | J.Chovanec Caudr Dobiaš Smištík | TJ Čechie Karlín, Praha diváci: 3000 rozhodčí: Ivan Grégr |

Soupisky:
- SK Slavia: Zlámal, Blažek st. – Pauřík, Jeslínek, Smolík, Pavlíček, Grospič, Janů, Kubernát, Beránek, K.Jarolím, Pešice, P.Herda, D.Herda, Panenka, Vízek, Příložný, F.Veselý, Kuka, Morávek
- AC Sparta: Dyk, Kostelník – F.Chovanec, Migas, Bielik, J.Chovanec, Čabala, Caudr, Dobiaš, Smištík, I.Hašek, Bartoň, Stratil, Skuhravý

- Poznámka: Za Slavii znovu nastoupili hosté Vízek s Panenkou, zároveň nastoupil i tehdejší fotbalista roku Pavel Kuka, na jehož vítězství v anketě se připíjelo. Podruhé se střílelo na zavěšenou lahev šampaňského, trefil ji Peter Herda.

#### 1995
| 31. prosinec 1995             |       |                 |                                                       |
| SK Slavia Praha               | 4 – 2 | AC Sparta Praha | Meteor VIII., Praha diváci: 2500 rozhodčí: Ivan Grégr |
| Čermák Beránek P.Herda M.Váňa |       | Smištík Bartoň  | Meteor VIII., Praha diváci: 2500 rozhodčí: Ivan Grégr |

Soupisky:
- SK Slavia: Zlámal – Pauřík, Peclinovský, Janů, Čermák, Beránek, D.Herda, P.Herda, Pešice, K.Jarolím, Kubernát, F.Veselý, Řehák, Mysliveček, Příložný, M.Váňa
- AC Sparta: Trněný – Fiala, Bielik, Beznoska, Hladík, J.Chovanec, F.Chovanec, Migas, Migas ml., Smištík, Čabala, Vejvoda, Slaný, Kára, Bartoň

- Poznámka: Poprvé hráno na hřišti Meteoru. Slavnostní výkop provedli Andrej Kvašňák a Ota Hemele.

#### 1996
| 31. prosinec 1996                           |        |                      |                                                             |
| SK Slavia Praha                             | 10 – 3 | AC Sparta Praha      | TJ Čechie Karlín, Praha diváci: 1500 rozhodčí: Josef Zvonič |
| Příložný K.Jarolím P.Herda Jeslínek Beránek |        | Straka Berger Bielik | TJ Čechie Karlín, Praha diváci: 1500 rozhodčí: Josef Zvonič |

Soupisky:
- SK Slavia: Stárek – Pauřík, Jeslínek, Janů, Beránek, K.Jarolím, Řehák, Příložný, Pešice, P.Herda, D.Herda, Zlámal, Grospič, Kubernát
- AC Sparta: Sova – Caudr, Chaloupka, F.Chovanec, Straka, Berger, J.Jarolím, Hladík, Jurkanin, Stratil, Čabala, Slaný, Vejvoda, Bartoň, Vdovjak, Bielik, Vokáč

- Poznámka: Diváky zabavilo utkání žáčků i mažoretky. Poprvé se střílelo na zavěšenou lahev Jim Beama, Karel Jarolím ani Pavel Stratil ale úspěšní nebyli. Přípitek prováděli Ivan Hašek a František Veselý.

#### 1997
| 31. prosinec 1997         |       |                 |                                                 |
| SK Slavia Praha           | 4 – 1 | AC Sparta Praha | Eden, Praha diváci: 2500 rozhodčí: Josef Zvonič |
| Knoflíček Čermák Příložný |       | Straka          | Eden, Praha diváci: 2500 rozhodčí: Josef Zvonič |

Soupisky:
- SK Slavia: Zlámal – Beránek, Čermák, P.Herda, D.Herda, V.Hrdlička, Janů, K.Jarolím, Knoflíček, Pauřík, Peclinoský, Pešice, Pěnička, Příložný, M.Váňa, F.Veselý
- AC Sparta: Sova – Bartoň, Caudr, Čabala, Denk, F.Chovanec, J.Jarolím, Jurkanin, Ščasný, Slaný, Smištík, Straka, Stratil, Týce, Vrabec

- Poznámka: Derby bylo poprvé odehráno na umělé trávě v Edenu. Slaný a P.Herda se neúspěšně snažili trefit lahev šampaňského, přípitek provedli Jan Stejskal a Jiří Novotný.

#### 1998
| 31. prosinec 1998                                  |       |                            |                                                 |
| SK Slavia Praha                                    | 7 – 4 | AC Sparta Praha            | Eden, Praha diváci: 3500 rozhodčí: Josef Zvonič |
| M.Váňa Čermák V.Hrdlička K.Jarolím Knoflíček Řehák |       | Čabala Denk I.Hašek Vrabec | Eden, Praha diváci: 3500 rozhodčí: Josef Zvonič |

Soupisky:
- SK Slavia: Zlámal, Macko – Beránek, Čermák, P.Herda, D.Herda, V.Hrdlička, Janů, K.Jarolím, Jeslínek, Knoflíček, Lubas, Peclinovský, Pešice, Příložný, Řehák, Váňa, F.Veselý
- AC Sparta: Sova – Caudr, Čabala, Denk, I.Hašek, F.Chovanec, J.Chovanec, Jurkanin, Mlejnek, Slaný, Vrabec

- Poznámka: Střelbu na šampaňské neúspěšně zkoušeli Slaný a Příložný, přípitek prováděli Jozef Chovanec a Josef Pešice.

#### 1999
| 31. prosinec 1999                   |       |                        |                                                 |
| SK Slavia Praha                     | 9 – 3 | AC Sparta Praha        | Eden, Praha diváci: 3000 rozhodčí: Josef Zvonič |
| Řehák D.Herda K.Jarolím Čermák Váňa |       | Berger J.Jarolím Kabyl | Eden, Praha diváci: 3000 rozhodčí: Josef Zvonič |

Soupisky:
- SK Slavia: Šimurka, Zlámal – Beránek, Čermák, P.Herda, D.Herda, Janů, K.Jarolím, Jeslínek, Lubas, Pešice, Řehák, Šilhavý, Váňa, Víger
- AC Sparta: Trněný, Kostelník – Berger, Bielik, Caudr, Denk, F.Chovanec, J.Jarolím, Kabyl, Lavička, Mlejnek, Slaný

- Poznámka: Karel Jarolím vstřelil v tomto utkání 150. branku silvestrovského derby. Program byl vyplněn střelbou na malé branky, které prováděli Josef Jarolím, Slaný, Lubas a Dušan Herda, úspěšný byl jen posledně jmenovaný. Novoroční přípitek provedli Josef Bican, Karel Jarolím, Jan Berger, Pavel Kuka, Jan Mareš a Václav Hladík.

#### 2000
| 31. prosinec 2000 |       |                 |                                                 |
| SK Slavia Praha   | 3 – 1 | AC Sparta Praha | Eden, Praha diváci: 3700 rozhodčí: Josef Zvonič |
| Řehák Šilhavý     |       | Kabyl           | Eden, Praha diváci: 3700 rozhodčí: Josef Zvonič |

Soupisky:
- SK Slavia: Šimurka – Beránek, Čermák, D.Herda, V.Hrdlička, Janů, K.Jarolím, Jeslínek, Lubas, Pešice, Příložný, Řehák, Šilhavý, Váňa, F.Veselý, Víger
- AC Sparta: Sova – Bažant, Berger, Bielik, Čabala, Denk, J.Jarolím, Kabyl, Mlejnek, Slaný, Vrabec

- Poznámka: Střelbu na zavěšené šampaňské neúspěšně provedli Řehák, Kabyl, Beránek a Bažant, nejlepším hráčem zápasu byl vyhlášen Jan Berger. Novoroční přípitek uskutečnili Pešice, K.Jarolím, Bielik a Berger.

#### 2001
| 31. prosinec 2001 |       |                               |                                                 |
| SK Slavia Praha   | 0 – 5 | AC Sparta Praha               | Eden, Praha diváci: 3200 rozhodčí: Josef Zvonič |
|                   |       | Berger Denk Kabyl Kočí Vrabec | Eden, Praha diváci: 3200 rozhodčí: Josef Zvonič |

Soupisky:
- SK Slavia: Šimurka, Zlámal – Čermák, D.Herda, V.Hrdlička, Janů, Jeslínek, Knoflíček, Lubas, Medynský, Pešice, Příložný, Řehák, Šilhavý, F.Veselý, Víger, Zamazal
- AC Sparta: Sova – Bažant, Berger, Čabala, Denk, J.Jarolím, Kabyl, Kočí, Mlejnek, Vrabec

- Poznámka: Novoroční přípitek prováděli ředitel firmy Niosport Václav Čičatka, Ivo Knoflíček a Ivan Čabala. Vůbec poprvé v historii silvestrovských derby nevstřelil jeden z týmů ani jednu branku.

#### 2002
| 31. prosinec 2002 |       |                 |                                                 |
| SK Slavia Praha   | 3 – 3 | AC Sparta Praha | Eden, Praha diváci: 3500 rozhodčí: Josef Zvonič |
| P.Herda Beránek   |       | Berger Kabyl    | Eden, Praha diváci: 3500 rozhodčí: Josef Zvonič |

Soupisky:
- SK Slavia: Allert – Beránek, Čermák, P.Herda, Janů, Jeslínek, Klusáček, Knoflíček, Lubas, Medynský, Pauřík, Příložný, Šimůnek
- AC Sparta: Sova – Bažant, Berger, Čabala, Denk, J.Jarolím, Kabyl, Kočí, Mlejnek, Trval, Vrabec

- Poznámka: Novoroční přípitek prováděli Miroslav Beránek a Marek Trval. Stejní dva hráči o poločase stříleli na zavěšené šampaňské, úspěšný byl druhý jmenovaný.

#### 2003
| 31. prosinec 2003                                |       |                    |                                                 |
| SK Slavia Praha                                  | 8 – 4 | AC Sparta Praha    | Eden, Praha diváci: 3000 rozhodčí: Josef Zvonič |
| Řehák Příložný K.Jarolím F.Veselý ml. V.Hrdlička |       | Bielik Trval Kabyl | Eden, Praha diváci: 3000 rozhodčí: Josef Zvonič |

Soupisky:
- SK Slavia: Allert – Šimůnek, Jeslínek, Medynský, K.Jarolím, Řehák, F.Veselý ml., Příložný, V.Hrdlička, Beránek, Knoflíček, Klusáček, P.Herda, Čermák, Peclinovský
- AC Sparta: Sova – Bielik, J.Jarolím, Trval, Frýdek, Bažant, Denk, Berger, Kabyl, Čabala, Vrabec

- Poznámka: Na zavěšenou lahev šampaňského střileli Pavel Řehák a Martin Frýdek, oba neúspěšně.

#### 2004
| 31. prosinec 2004                            |       |                                 |                                                 |
| SK Slavia Praha                              | 7 – 4 | AC Sparta Praha                 | Eden, Praha diváci: 3000 rozhodčí: Josef Zvonič |
| V.Hrdlička Řehák Šimůnek M.Váňa F.Veselý ml. |       | Denk J.Chovanec J.Jarolím Kabyl | Eden, Praha diváci: 3000 rozhodčí: Josef Zvonič |

Soupisky:
- SK Slavia: Allert – Beránek, Čermák, V.Hrdlička, K.Jarolím, Jeslínek, Klusáček, Knoflíček, Medynský, M.Pěnička, Příložný, Řehák, Šimůnek, M.Váňa, F.Veselý ml.
- AC Sparta: Sova – Bažant, Čabala, Denk, Frýdek, J.Chovanec, J.Jarolím, Kabyl, Kočí, Mistr, Vrabec

- Poznámka: Na zavěšenou lahev šampaňského neúspěšně stříleli Karel Jarolím a Jiří Kabyl, novoroční přípitek prováděli Jan Mareš, Jaroslav Bartoň, Václav Čičatka, Jozef Chovanec a Karel Jarolím. Hráčem zápasu byl vyhlášen Pavel Řehák.

#### 2005
| 1. leden 2006                                |       |                        |                                                 |
| SK Slavia Praha                              | 6 – 5 | AC Sparta Praha        | Eden, Praha diváci: 1900 rozhodčí: Josef Zvonič |
| Čermák Jindráček Příložný Řehák F.Veselý ml. |       | Čabala Černý Denk Kočí | Eden, Praha diváci: 1900 rozhodčí: Josef Zvonič |

Soupisky:
- SK Slavia: Šimurka, Klíma – Beránek, Čermák, V.Hrdlička, Janů, Jeslínek, Jindráček, Knoflíček, Medynský, Příložný, Řehák, Šimůnek, M.Váňa, F.Veselý ml.
- AC Sparta: Sova – Bielik, Čabala, Černý, Denk, Frýdek, Horňák, J.Jarolím, Kabyl, Kočí, Mistr, Slaný, Sopko, Vrabec

- Poznámka: Poprvé bylo silvestrovské derby odehráno na nový rok z důvodu kolize v televizním vysílání se světovým pohárem v lyžování. Ivan Čabala vstřelil 200. gól silvestrovských derby. Zavěšené derby tentokrát nesestřelili Bielik s Řehákem a přípitek provedli Václav Čičatka, Otakar Černý, Jan Mareš, Jaroslav Bartoň, Ivo Knoflíček a Martin Frýdek. Nejlepšími hráči byli vyhlášení Horňák s Veselým.

#### 2006
| 31. prosinec 2006                           |       |                 |                                                 |
| SK Slavia Praha                             | 5 – 0 | AC Sparta Praha | Eden, Praha diváci: 2700 rozhodčí: Josef Zvonič |
| Jindráček Kozel Příložný Řehák F.Veselý ml. |       |                 | Eden, Praha diváci: 2700 rozhodčí: Josef Zvonič |

Soupisky:
- SK Slavia: Klíma – Beránek, Janů, Jeslínek, Jindráček, Klusáček, Kozel, Kuka, Medynský, Příložný, Řehák, Šimůnek, F.Veselý ml., Zákostelský
- AC Sparta: Sova – Bielik, Čabala, Denk, Frýdek, Horňák, J.Chovanec, J.Jarolím, Kočí, Mlejnek, J.Novotný, Siegl, Sopko, Vonášek, Vrabec

- Poznámka: Jozef Chovanec a Pavel Řehák netrefili zavěšené šampaňské. Nejlepšími hráči byli vyhlášeni Sova a Zákostelský. Přípitek provedli Václav Čičatka, Otakar Černý, Jaroslav Bartoň, Jan Mareš, Pavel Kuka a Horst Siegl.

#### 2007
| 31. prosinec 2007    |       |                             |                                                 |
| SK Slavia Praha      | 2 – 5 | AC Sparta Praha             | Eden, Praha diváci: 2800 rozhodčí: Josef Zvonič |
| Příložný Zákostelský |       | Siegl Horňák Kočí J.Novotný | Eden, Praha diváci: 2800 rozhodčí: Josef Zvonič |

Soupisky:
- SK Slavia: Klíma – Janoušek, Jeslínek, Jindráček, Kozel, Knoflíček, Medynský, Ondrejčík, M.Pěnička, Příložný, Řehák, Šimůnek, F.Veselý ml., Zákostelský
- AC Sparta: Sova – Berger, Budka, Černý, Horňák, J.Chovanec, Kočí, Mlejnek, Jos.Němec, J.Novotný, Siegl, Vonášek, Vrabec

- Poznámka: Na zavěšené šampaňské poprvé v historii stříleli vybraní diváci, leč neúspěšně. Nejlepšími hráči byli vyhlášeni Jozef Chovanec a Ivo Knoflíček, ti také spolu s Otakarem Černým a Václavem Čičatkou připíjeli na nový rok.

#### 2008
| 31. prosinec 2008                              |       |                                   |                                                 |
| SK Slavia Praha                                | 6 – 4 | AC Sparta Praha                   | Eden, Praha diváci: 2500 rozhodčí: Josef Zvonič |
| Janoušek K.Jarolím Jindráček Řehák Lud.Zelenka |       | Kukleta Jos.Němec Siegl Z.Svoboda | Eden, Praha diváci: 2500 rozhodčí: Josef Zvonič |

Soupisky:
- SK Slavia: Klíma – Čáp, Janoušek, Janů, K.Jarolím, Jeslínek, Jindráček, Kozel, Kuka, Medynský, Nečas, Řehák, M.Váňa, F.Veselý, Lud.Zelenka
- AC Sparta: Sova – Baranek, Budka, Horňák, J.Jarolím, Mlejnek, Kukleta, Jos.Němec, J.Novotný, Siegl, Straka, Z.Svoboda, Vrabec

- Poznámka: Neúspěšnou střelbu na zavěšené šampaňské prováděli Pavel Kuka a František Straka, nejlepšími hráči byli vyhlášeni Luděk Zelenka a Horst Siegl, novoroční přípitek provedli Václav Čičatka, Otakar Černý, Karel Jarolím a František Straka.

#### 2009
| 31. prosinec 2009       |       |                     |                                                 |
| SK Slavia Praha         | 4 – 4 | AC Sparta Praha     | Eden, Praha diváci: 2900 rozhodčí: Josef Zvonič |
| Kuka Janoušek Jindráček |       | Jos.Němec Z.Svoboda | Eden, Praha diváci: 2900 rozhodčí: Josef Zvonič |

Soupisky:
- SK Slavia: Klíma – Janoušek, Janů, Jeslínek, Jindráček, Kozel, Kuka, Medynský, Ondrejčík, Řehák, Šmicer, Ulich, F.Veselý ml., Zákostelský, Lud.Zelenka
- AC Sparta: Sova – Baranek, Budka, Černý, Horňák, Kočí, Jos.Němec, J.Novotný, Siegl, Straka, Z.Svoboda, Vrabec

- Poznámka: Zdeněk Svoboda úspěšně trefil lahev šampaňského, Vladimír Šmicer nikoliv. Zdeněk Svoboda byl navíc s Pavlem Kukou vyhlášen hráčem zápasu. Novoroční přípitek provedli Václav Čičatka, Otakar Černý, Vladimír Šmicer a Horst Siegl.

#### 2010
| 31. prosinec 2010                  |       |                 |                                                 |
| SK Slavia Praha                    | 5 – 4 | AC Sparta Praha | Eden, Praha diváci: 2000 rozhodčí: Josef Zvonič |
| Ulich Janoušek Jindráček Ondrejčík |       | Siegl Z.Svoboda | Eden, Praha diváci: 2000 rozhodčí: Josef Zvonič |

Soupisky:
- SK Slavia: Klíma – Hunal, Janoušek, Jindráček, Kozel, Kuka, Müller, Ondrejčík, Rada, Řehák, Ulich, F.Veselý ml., Zákostelský, Lud.Zelenka
- AC Sparta: Sova – Baranek, J.Berger, Budka, Černý, Horňák, Jos.Němec, J.Novotný, Siegl, Z.Svoboda, Vrabec

- Poznámka: Slavnostní výkop provedl Jiří Nedvídek. Lahev šampaňského netrefili Pavel Řehák a Miroslav Baranek. Hráči zápasu byli vyhlášeni Horst Siegl a Karel Rada. Novoroční přípitek provedli Václav Čičatka, Otakar Černý, Jiří Novotný a Luboš Kozel.

#### 2011
| 31. prosinec 2011 |       |                 |                                                 |
| SK Slavia Praha   | 1 – 3 | AC Sparta Praha | Eden, Praha diváci: 3900 rozhodčí: Josef Zvonič |
| Kuka              |       | Baranek Lokvenc | Eden, Praha diváci: 3900 rozhodčí: Josef Zvonič |

Soupisky:
- SK Slavia: M.Vorel – V.Hrdlička, Hunal, Hyský, Janoušek, Jindráček, Kozel, Kuka, Müller, Ondrejčík, Štajner, Ulich, F.Veselý ml., Zákostelský, Lud.Zelenka
- AC Sparta: Blažek – Baranek, Fukal, Gabriel, Holub, Lokvenc, Mlejnský, J.Novotný, Řepka, Siegl, Stracený, Z.Svoboda

- Poznámka: Šampaňské netrefili Zdeněk Svoboda a Luboš Zákostelský. Nejlepšími hráči byli zvoleni Vratislav Lokvenc a Martin Müller. Novoroční přípitek nebyl uskutečněn z důvodu vběhnutí fanoušků Sparty na hřiště.

#### 2012
| 31. prosinec 2012            |       |                                 |                                                 |
| SK Slavia Praha              | 8 – 5 | AC Sparta Praha                 | Eden, Praha diváci: 3700 rozhodčí: Josef Zvonič |
| Kuka Jindráček Šmicer Kuchař |       | Z.Svoboda Sionko Holub Stracený | Eden, Praha diváci: 3700 rozhodčí: Josef Zvonič |

Soupisky:
- SK Slavia: Vaniak – Müller, Kozel, Hunal, Ondrejčík, Kuka, Jindráček, Ulich, Hyský, Klinka, Kuchař, A.Petrouš, Šmicer, Šmejkal, F.Veselý ml.
- AC Sparta: Blažek – Horňák, Gabriel, Baranek, Z.Svoboda, Holub, Lokvenc, Stracený, Jos.Němec, Sionko, Papoušek, Vrabec

- Poznámka: Lahev šampaňského úspěšně trefil Ivo Ulich, Libor Sionko úspěšný nebyl. Nejlepšími hráči byli vyhlášeni Kuka a Sionko. Novoroční přípitek provedli Otakar Černý, Václav Čičatka, Jaromír Blažek a Vladimír Šmicer.

#### 2013
| 31. prosinec 2013         |       |                                 |                                    |
| SK Slavia Praha           | 5 – 4 | AC Sparta Praha                 | Eden, Praha rozhodčí: Josef Zvonič |
| L.Došek Vlček Müller Kuka |       | Stracený Lokvenc Papoušek Holub | Eden, Praha rozhodčí: Josef Zvonič |

Soupisky:
- SK Slavia: Vaniak – L.Došek, Hunal, Hyský, Müller, Jindráček, Klinka, Kozel, Kuchař, Kuka, A.Petrouš, Ulich, F.Veselý ml., Vlček, Skácel, T.Došek
- AC Sparta: Blažek – M.Hašek, Holub, Horňák, Kincl, Lokvenc, Mlejnský, J.Novotný, Pospíšil, Sionko, Stracený, Obajdin, Papoušek

- Poznámka: Nejlepšími hráči byli vyhlášeni Lukáš Došek a Jiří Novotný. Novoroční přípitek provedli Václav Čičatka, Pavel Čapek, Ivo Ulich a Vratislav Lokvenc.

#### 2014
| 31. prosinec 2014     |       |                                   |                                    |
| SK Slavia Praha       | 3 – 6 | AC Sparta Praha                   | Eden, Praha rozhodčí: Josef Zvonič |
| L.Jarolím Kuka Kuchař |       | Sionko Holub Kincl Pospíšil Fukal | Eden, Praha rozhodčí: Josef Zvonič |

Soupisky:
- SK Slavia: R.Černý – L.Došek, Hunal, Hyský, Janoušek, L.Jarolím, Jindráček, Klinka, Kozel, Kuchař, Kuka, Müller, Ulich, Filinger
- AC Sparta: Blažek – Flachbart, Fukal, Holub, Horňák, Kincl, Mlejnský, J.Novotný, Pospíšil, Sionko, Stracený, Luk.Zelenka, Týce

- Poznámka: Na šampaňské neúspěšně střileli Luděk Stracený a Luboš Kozel. Nejlepšími hráči byli vyhlášeni Milan Fukal a Ivo Ulich. Novoroční přípitek provedli Václav Čičatka, Pavel Čapek, Radek Černý a Jiří Novotný.

#### 2015
| 31. prosinec 2015                         |       |                          |                                     |
| SK Slavia Praha                           | 5 – 3 | AC Sparta Praha          | Eden, Praha rozhodčí: Václav Krondl |
| Bejbl A.Petrouš Janoušek L.Jarolím Müller |       | Holub Kuka vlastní Čížek | Eden, Praha rozhodčí: Václav Krondl |

Soupisky:
- SK Slavia: R.Černý – L.Došek, Hyský, L.Jarolím, Kozel, Kuka, Müller, Petrouš, Ulich, J.Černý, Bejbl, Janoušek, Hunal, Vlček, Kuchař
- AC Sparta: Blažek – Baranek, Flachbart, Fukal, Holub, Horňák, Kincl, Lokvenc, J.Novotný, Sionko, Stracený, Luk.Zelenka, Šírl, Mlejnský, Čížek

- Poznámka: Na šampaňské neúspěšně střileli Jaromír Blažek a Jaroslav Černý. Před zápasem byla držena minuta ticha za zesnulého brankáře Pavla Srničeka. Nejlepšími hráči byli zvoleni Lukáš Jarolím a Tomáš Čížek.

#### 2016
| 31. prosinec 2016                   |       |                          |                                    |
| SK Slavia Praha                     | 7 – 3 | AC Sparta Praha          | Eden, Praha rozhodčí: Karel Hrubeš |
| Piták D.Jarolím Müller Kuka J.Černý |       | J.Novotný Kincl Stracený | Eden, Praha rozhodčí: Karel Hrubeš |

Soupisky:
- SK Slavia: Čontofalský – J.Černý, L.Došek, Hunal, Hyský, Janoušek, L.Jarolím, D.Jarolím, Kuka, Müller, Pešír, A.Petrouš, Piták, Ulich
- AC Sparta: Blažek – Baranek, Flachbart, Horňák, Hübschman, Kincl, Koloušek, Lokvenc, J.Novotný, Sionko, Stracený, Luk.Zelenka

- Poznámka: Lahev šampaňského trefil Václav Koloušek, Lukáš Jarolím úspěšný nebyl. Nejlepšími hráči zápasu byli vyhlášeni Karel Piták a Jaromír Blažek.

#### 2017
| 31. prosince 2017     |       |                                                                 |                                    |
| SK Slavia Praha       | 4 – 9 | AC Sparta Praha                                                 | Eden, Praha rozhodčí: Karel Hrubeš |
| Kuka J.Černý Šenkeřík |       | Kincl Stracený Jarošík Jun Čížek Flachbart Luk.Zelenka Koloušek | Eden, Praha rozhodčí: Karel Hrubeš |

Soupisky:
- SK Slavia: Vaniak – L.Došek, A.Petrouš, Müller, Hyský, Kalivoda, J.Černý, Ulich, Piták, Šenkeřík, Vlček, Kuka, T.Hrdlička

- AC Sparta: Bičík – Koloušek, Matějovský, Vidlička, Jarošík, Hübschman, J.Novotný, Stracený, Kincl, Flachbart, Čížek, Luk.Zelenka, Jun

- Poznámka: Nejlepšími hráči zápasu byli vyhlášeni Pavel Kuka a David Bičík. Na začátku zápasu byla držena minuta ticha za zesnulého Josefa Pešiceho.

#### 2018
| 31. prosince 2018                                    |       |                                                                                              |             |
| SK Slavia Praha                                      | 5 – 6 | AC Sparta Praha                                                                              | Eden, Praha |
| Rudolf Skácel 9', 38' (pen.), 40', 48' Ivo Ulich 41' |       | 4', 50' (pen.) David Lafata 24', 41' Václav Koloušek 15' Luděk Stracený 34' Marek Matějovský | Eden, Praha |

Soupisky:
SK Slavia: Václav Winter – Jiří Bílek, Jaroslav Černý, Lukáš Došek, Tomáš Hrdlička, Tomáš Hunal, Martin Hyský, David Kalivoda, Mario Lička, Martin Müller, Tomáš Pešír, Karel Piták, Rudolf Skácel, Ivo Ulich
AC Sparta: David Bičík – Tomáš Čížek, Jan Flachbart, Milan Fukal, Tomáš Hübschman, Tomáš Jun, Václav Koloušek, David Lafata, Marek Matějovský, Jiří Novotný, Luděk Stracený, Lukáš Zelenka, Radek Šírl

#### 2019
| 31. prosince 2019                                       |       |                                                            |             |
| SK Slavia Praha                                         | 3 – 3 | AC Sparta Praha                                            | Eden, Praha |
| Tomáš Pešír 1' Mario Lička 16' Rudolf Skácel 27' (pen.) |       | 10' Václav Koloušek 22' Jan Koller 29' (pen.) David Lafata | Eden, Praha |

Soupisky:
SK Slavia: Václav Winter – Jiří Bílek, Radek Dosoudil, Lukáš Došek, Tomáš Hrdlička, Martin Hyský, Marek Jarolím, David Kalivoda, Mario Lička, Martin Müller, Tomáš Pešír, Rudolf Skácel, Ivo Ulich
AC Sparta: David Bičík - Tomáš Čížek, Lukáš Hartig, Tomáš Hübschman, Jan Koller, Václav Koloušek, Štěpán Kučera, David Lafata, Jiří Novotný, Luděk Stracený, Vlastimil Vidlička, Lukáš Zelenka

#### 2020
Derby se nehrálo z důvodu Covid-19

#### 2021[5]
| 31. prosince 2021 12:00                       |      | |                                   |
| SK Slavia Praha                               | 4:11 | AC Sparta Praha | Fortuna Arena rozhodčí: K. Hrubeš |
| Táborský 11' Pešír 20' Pešír 30' Táborský 42' |      | Zelenka 2' Lafata 10' Voříšek 12' Lafata 17' Matějovský 25+1' Matějovský 31' Lafata 32' Matějovský 35' Lafata 40' Stracený 43' Lafata 50' | Fortuna Arena rozhodčí: K. Hrubeš |

Soupisky:
AC Sparta Praha: Blažek – Lafata, Stracený, Matějovský, Vidlička, Zelenka, Hübschman, Kučera, Voříšek, Jarošík, Čížek, Flachbart
SK Slavia Praha: Slavík – Dosoudil, Došek, Hyský, Kalivoda, Klinka, Müller, Pešír, Šmíd, Štohanzl, Volešák, Táborský, Ulich, Koubek

#### 2022[6]
| 31. prosince 2022 11:00                                                   |     |                                                                         |                                   |
| SK Slavia Praha                                                           | 6:7 | AC Sparta Praha                                                         | Fortuna Arena rozhodčí: K. Hrubeš |
| L. Došek 6' Grajciar 17' Kalivoda 28' Grajciar 34' Černý 37' Táborský 41' |     | Jeslínek 3' Jun 4' Jeslínek 13' Jun 43' Lafata 47' Lafata 48' Čížek 49' | Fortuna Arena rozhodčí: K. Hrubeš |

Soupisky:
SK Slavia Praha: Winter – Bílek, Došek, Grajciar, Hrdlička, Hyský, Jablonský, Kalivoda, Lička, Piták, Švec, Táborský, Volešák
AC Sparta Praha: Špit – Čížek, Flachbart, Hübschman, Jeslínek, Jun, Kučera, Kušnír, Lafata, Matějovský, Slepička, Voříšek, Zelenka

#### 2023[7]
| 31. prosince 2023 11:00    |     |                                              |               |
| SK Slavia Praha            | 2:3 | AC Sparta Praha                              | Fortuna Arena |
| Jablonský 17' Kalivoda 19' |     | Matějovský 23' Matějovský 24' Matějovský 32' | Fortuna Arena |

Soupisky:
SK Slavia Praha: Diviš – Černý, Došek, Hyský, Jablonský, Kalivoda, Kúdela, Piták, Suchý, Škoda, Švec, Trapp, Volešák
AC Sparta Praha: Miller – Flachbart, Hübschman, Jeslínek, Jun, Kladrubský, Kučera, Lafata, Matějovský, Slepička, Voříšek, Zelenka, Podaný.

#### 2024
Ve 38. ročníku zvítězila Slavia Praha.
| 31. prosince 2024 10.45 |     |                                                    |                                                  |
| SK Slavia Praha | 7:3 | AC Sparta Praha                                    | tréninkové hřiště v Edenu rozhodčí: Karel Hrubeš |
| Tomáš Necid 7' Tomáš Jablonský 15' Peter Grajciar 17' Karel Piták 23' Karel Piták 25' Tomáš Necid 28' Tomáš Jablonský 50+1' |     | 14' Tomáš Pospíšil 35' Jiří Jeslínek 45' Tomáš Jun | tréninkové hřiště v Edenu rozhodčí: Karel Hrubeš |

Sestavy:
- SK Slavia Praha: Diviš – Černý, Grajciar, Kovařík, Jablonský, Necid, Piták, Suchý, Škoda, Švec, Trapp, Volešák, Macháček, Hyský
- AC Sparta Praha: Bičík – Čížek, Flachbart, Hübschman, Jeslínek, Jun, Matějovský, Pospíšil, Slepička, Šírl, Voříšek